# Idioma vándalo
El idioma vándalo fue una lengua germánica oriental y probablemente muy relacionada con el idioma gótico. Fue hablado por el pueblo vándalo, con sus ramas de asdingos y silingos, desde su origen en la costa báltica entre el río Vístula y el Óder, pasando por su migración a través de la Galia e Hispania junto con otros pueblos (visigodos, alanos y suevos), hasta su establecimiento en el reino vándalo en el norte de África en 429, en los territorios del antiguo Estado púnico.
Muy poco se sabe sobre la lengua vándala que no sea un pequeño número de nombres propios de origen vándalo en español. 
El epigrama De conviviis barbaris contiene un fragmento en una lengua germánica que algunos autores estiman que podría ser vándalo, a pesar de que el fragmento mismo dice estar en gótico. Esto pudo deberse a que ambos idiomas eran germánicos orientales y estaban muy relacionados. El fragmento dice:

«Inter eils Goticum scapia matzia ia drincan!    non audet quisquam dignos educere versus»
 (entre los viva de los godos [y] vamos a comer y beber ninguno se atreve a  proponer versos dignos).

En la Collatio Beati Augustini cum Pascentio ariano del seudo Augustín encontramos la frase: Froja armes ('Señor, ten piedad').
Durante los siglos XVI, XVIII y XIX, se creía que los eslovenos de Prekmurje, Somogy y Vas eran descendientes de los vándalos. En húngaro, latín y otros documentos, el Idioma prekmuro (dialecto del esloveno) se denomina idioma vándalo.